# Governatorato di Tataouine
Il governatorato di Tataouine è uno dei 24 governatorati della Tunisia. È il governatorato più grande della Tunisia e corrisponde all'estremità meridionale del paese; suo capoluogo è Tataouine.
Il governatorato confina con la Libia (distretto di Nalut e di al-Nuqat al-Khams) e con l'Algeria (provincia di El Oued, provincia di Ouargla e provincia di Illizi).
Il governatorato occupa gran parte del Sahara tunisino ed è abitato in gran parte da berberi.

## Centri abitati
- El Borma (Tunisia)
- Dehiba, al confine con il villaggio libico di Uazzen
- Kirchaou
- Tataouine
- Remada
- Ghomrassen